# Parafia Zwiastowania w Sitce
Parafia Zwiastowania – parafia prawosławna w Sitce. Jedna z pięciu parafii tworzących dekanat Sitka diecezji Alaski Kościoła Prawosławnego w Ameryce.